# فرانك ماكهوج
فرانك ماكهوج (بالإنجليزية: Frank McHugh)‏ هو ممثل أمريكي، ولد في 23 مايو 1898 في الولايات المتحدة، وتوفي بنفس المكان في 11 سبتمبر 1981.

## أعمال

### أفلام
- (1930) دورية الفجر
- (1931) الصفحة الأولى
- (1932) طريق ذو اتجاه واحد
- (1934) هنا تأتي البحرية
- (1935) الباحثون عن الذهب عام 1935
- (1935) حلم ليلة صيف
- (1938) أربع بنات
- (1944) ذاهب في طريقي
- (1945) معرض الولاية
- (1945) ميدالية لبيني
- (1958) الهتاف الأخير

## وصلات خارجية
- فرانك ماكهوج على موقع IMDb (الإنجليزية)
- فرانك ماكهوج على موقع ألو سيني (الفرنسية)
- فرانك ماكهوج على موقع تيرنر كلاسيك موفيز (الإنجليزية)
- فرانك ماكهوج على موقع أول موفي (الإنجليزية)
- فرانك ماكهوج على موقع قاعدة بيانات برودواي على الإنترنت (الإنجليزية)
- فرانك ماكهوج على موقع قاعدة بيانات الأفلام السويدية (السويدية)
- فرانك ماكهوج على موقع إن إن دي بي (الإنجليزية)
- فرانك ماكهوج على موقع قاعدة بيانات الفيلم (الإنجليزية)
- فرانك ماكهوج على موقع كينوبويسك (الروسية)